# Joe Romano
Joe Romano (17 april 1932 - 26 november 2008) was een Amerikaanse jazz-saxofonist (altsaxofoon en tenorsaxofoon) en fluitist die bebop speelde. Hij werkte veel in bigbands.
Romano, wiens ouders van Italiaanse komaf waren, groeide op in Rochester. Hij begon te spelen vanaf zijn achtste en toen hij tien was verdiende hij er voor het eerst geld mee, op een bruiloft. Hij luisterde naar onder andere Coleman Hawkins, Lester Young, Chu Berry, Ben Webster, Stan Getz en Charlie Parker en speelde mee op de muziek op de radio. Hij had klarinet-les aan de Eastman School of Music. Toen hij zeventien was ging hij in de Air Force, waar hij in enkele bands speelde. Hij kon in in clubs in Rochester meespelen met grote jazz-sterren als Charlie Parker, Coleman Hawkins, Eddie "Lockjaw" Davis, Johnny Griffin en Sonny Stitt. Eind jaren vijftig, begin jaren zestig jamde hij vaak met de gebroeders Chuck en Gap Mangione, die eveneens in Rochester woonden, met hen maakte Romano ook plaatopnames. Hij werkte in de bigbands van Woody Herman (1956-begin jaren zeventig, onder andere in diens "Swingin' Herd"), Buddy Rich (1968-1974), Les Brown, Chuck Israels, Thad Jones/Mel Lewis en Si Zentner. Ook had hij zijn eigen groepen, onder andere met trompettist Sam Noto, met wie hij regelmatig samen heeft gewerkt. Romano woonde en werkte jarenlang in Los Angeles en Las Vegas.
Romano heeft vier albums gemaakt, waaronder een plaat voor het label Baby Grand, waar hij werkte als muzikant. Op deze plaat met lichte jazz zingt Romano ook. Hij speelde mee op albums van onder andere James Brown (een album met de band van Bellson), Lionel Hampton, Joe Farrell, Donna Summer ("Live and More"'), Bill Watrous, Frank Capp, Maynard Ferguson, Ernestine Anderson en Gus Mancuso.
Romano overleed aan de gevolgen van longkanker.

## Discografie
- Coming down With Love, Baby Grand, 1977
- And Finally, Romano, Fresh Sounds, 1987
- One Romantic Night, CD Baby, 1994
- This Is the Moment, ca. 2003